# Dicranomyia validistyla
Dicranomyia validistyla là một loài ruồi trong họ Limoniidae. Chúng phân bố ở miền Australasia.